# جزیره جادو
جزیره جادو (به انگلیسی: Voodoo island) کتابی است نوشتهٔ مایکل داکورث و ترجمهٔ احمد پوری.

## داستان
جیمز کانوی مردی ثروت مند و صاحب یک شرکت ساختمانی است. او توسط یکی از ساکنین دهکده‌ای کوچک در هائیتی که یک هونگان است وودو می‌شود.